# Villa Heights
Villa Heights és una concentració de població designada pel cens dels Estats Units a l'estat de Virgínia. Segons el cens del 2000 tenia 845 habitants.

## Demografia
Segons el cens del 2000, Villa Heights tenia 845 habitants, 343 habitatges, i 229 famílies. La densitat de població era de 339,9 habitants per km².
Dels 343 habitatges en un 26,5% hi vivien nens de menys de 18 anys, en un 45,2% hi vivien parelles casades, en un 16% dones solteres, i en un 33,2% no eren unitats familiars. En el 28,9% dels habitatges hi vivien persones soles el 13,1% de les quals corresponia a persones de 65 anys o més que vivien soles. El nombre mitjà de persones vivint en cada habitatge era de 2,46 i el nombre mitjà de persones que vivien en cada família era de 2,98.
Per edats la població es repartia de la següent manera: un 21,5% tenia menys de 18 anys, un 11,2% entre 18 i 24, un 29% entre 25 i 44, un 21,4% de 45 a 60 i un 16,8% 65 anys o més.
L'edat mediana era de 36 anys. Per cada 100 dones de 18 o més anys hi havia 95 homes.
La renda mediana per habitatge era de 25.526 $ i la renda mediana per família de 30.052 $. Els homes tenien una renda mediana de 21.488 $ mentre que les dones 17.300 $. La renda per capita de la població era de 13.491 $. Entorn del 10,2% de les famílies i el 18,6% de la població estaven per davall del llindar de pobresa.

## Poblacions més properes
El següent diagrama mostra les poblacions més properes.